# Regeringen Brundtland III

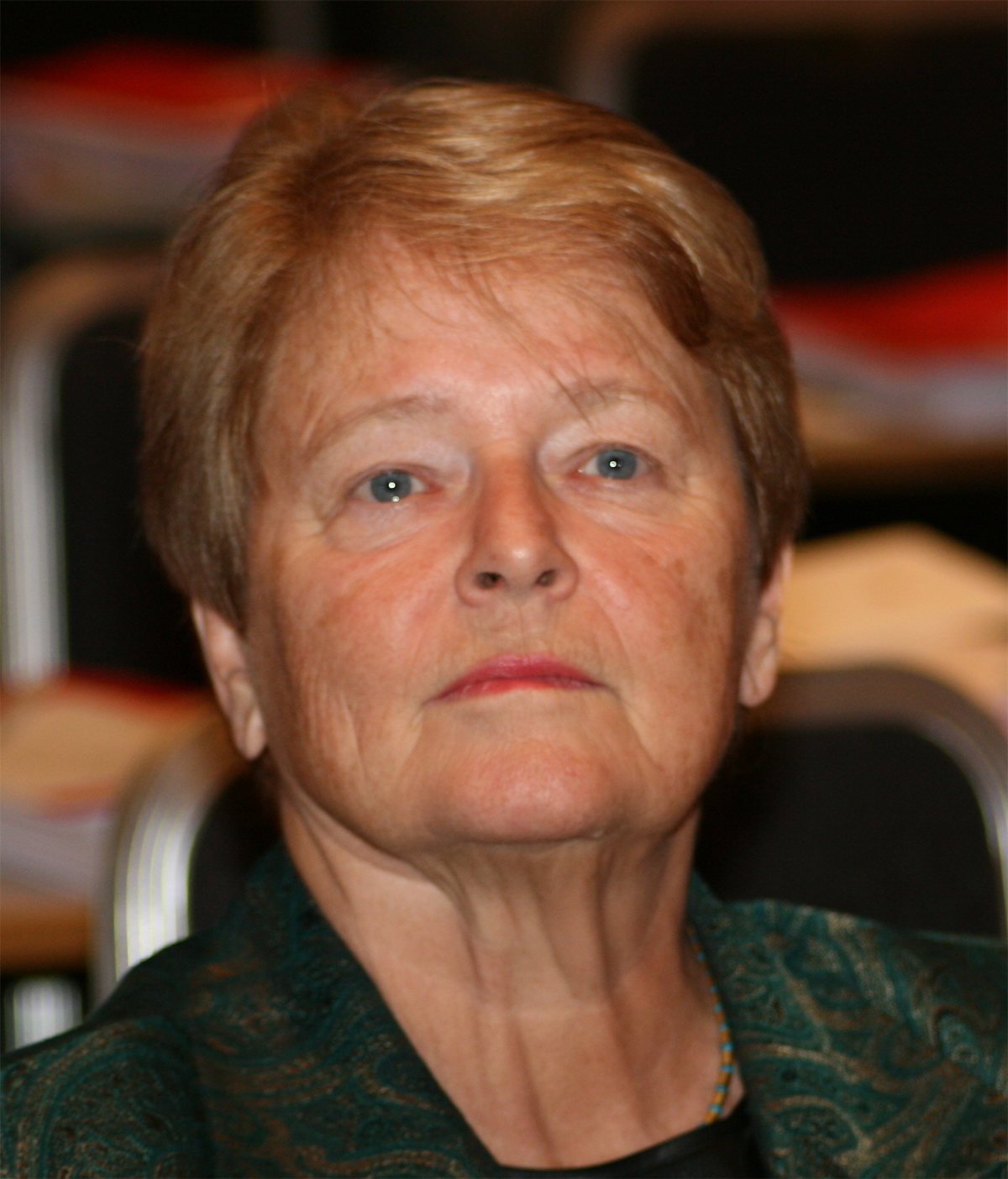
Gro Harlem Brundtland

Regeringen Brundtland III var en norsk regering som satt från 3 november 1990 till 24 oktober 1996. Statsminister var Gro Harlem Brundtland. Det var en ren Arbeiderparti-regering.